# Mønsted
Mønsted ist eine dänische Gemeinde mit 727 Einwohnern (Stand: 1. Januar 2023) in Jütland. Bis 1970 gehörte Mønsted zum gleichnamigen Kirchspiel (Mønsted Sogn in der Harde Fjends Herred, Viborg Amt), ab 1970 zur Viborg Kommune im damaligen Viborg Amt, die im Zuge der Kommunalreform zum 1. Januar 2007 in der „neuen“ Viborg Kommune in der Region Midtjylland aufgegangen ist.
Mønsted ist bekannt für die Mønsted-Kalkgruben.